# Perispomene
Die Perispomene (altgriechisch περισπωμένη perispōménē, neugriechisch perispoméni ausgesprochen, von περισπᾶν „etwas herum-, darüber ziehen; etwas wegnehmen, etwas abziehen“) ist ein Ton-Akzentzeichen der griechischen Schrift in der polytonischen Schreibart, die im heutigen Griechisch offiziell nicht mehr genutzt wird. In deutschen Schulgrammatiken verwendet man meist die Bezeichnung „Zirkumflex“.
Da das Altgriechische eine Tonsprache war und sich die Bedeutung von Wörtern abhängig von den einer Silbe zugewiesenen Tonhöhen änderte, war die Kennzeichnung der Tonhöhe von Bedeutung. Im 3. Jahrhundert v. Chr. wurde daher die Perispomene eingeführt, um eine bestimmte, heute nicht mehr bekannte Tonhöhe und Tonlänge zu kennzeichnen. Der derart gekennzeichnete Vokal unterschied sich von jenen durch Gravis und Akut bezeichneten.
Die Perispomene wird im Druck meist wie eine Tilde (῀) dargestellt, kann aber auch wie ein Zirkumflex (^) oder wie ein Makron (¯) geschrieben werden, wobei letzterer vorwiegend zur Markierung der Vokallänge verwendet wird. In der Transliteration nach DIN 31634 verwendet man dann in der Lateinschrift den Zirkumflex.
In Schulgrammatiken werden mit einer Perispomene betonte Wörter als Perispomenon (περισπώμενον) oder Properispomenon (προπερισπώμενον) bezeichnet, je nachdem ob das Betonungszeichen auf der letzten oder vorletzten Silbe steht.